# Cortes y Graena
Cortes y Graena é um município da Espanha na província de Granada, comunidade autónoma da Andaluzia, de área 22 km² com população de 1067 habitantes (2007) e densidade populacional de 48,64 hab/km².

## Demografia
| Variação demográfica do município entre 1991 e 2004 | Variação demográfica do município entre 1991 e 2004 | Variação demográfica do município entre 1991 e 2004 | Variação demográfica do município entre 1991 e 2004 |
| --------------------------------------------------- | --------------------------------------------------- | --------------------------------------------------- | --------------------------------------------------- |
| 1991                                                | 1996                                                | 2001                                                | 2004                                                |
| 1005                                                | 1026                                                | 1033                                                | 1091                                                |